# Omegapunkt
Der Omegapunkt ist End- und Zielpunkt in der theologischen bzw. philosophischen Betrachtung der Evolution bei Pierre Teilhard de Chardin und Frank Tipler. Dieser Endpunkt trägt den Namen Omega nach der Bibelstelle „Ich bin das Alpha und das Omega, der Erste und der Letzte, der Anfang und das Ende.“ ((Offenbarung 22,13 ))

## Der Omegapunkt bei Teilhard de Chardin
Teilhard de Chardin sieht Leben und Kosmos in einer von Gott bewirkten kreativen Bewegung, die noch nicht an ihr Ziel gelangt ist. Kennzeichen dieser Bewegung ist die ständige Zunahme von Organisiertheit und organischer Einheit. Das Streben in diese Richtung, also der Motor der Evolution, ist für Teilhard die Liebe. Diese Liebe, die das letzte Ziel, „die organische Einheit alles Seienden, bereits handelnd und leidend vorwegnimmt“, war für Teilhard im Herzen eines Menschen vollkommen verwirklicht: in Jesus Christus. So nennt er Christus mit einem biblischen Hoheitstitel (Off. 21,6 ) das Omega oder den Punkt Omega, das heißt Ziel, Richtung und Motor der Evolution.

## Die Omegapunkt-Theorie von Tipler
Frank J. Tipler beschreibt ein kosmologisches Szenario der fernsten Zukunft des Universums.
Nach dieser Ansicht ist das Universum bzw. sind seine intelligenten Zivilisationen, bevor es zum Big Crunch in der End-Singularität kommt, fähig, seine Informationsverarbeitungskapazität exponential zum Zeitablauf zu steigern. Ein Simulationslauf auf diesem Universum-Computer kann alle denkbaren Wirklichkeiten und damit alle gewesenen Entitäten – auch alle Menschen, die jemals gelebt haben – perfekt simulieren und somit in einer virtuellen Welt auferstehen lassen.
Da eine perfekte Kopie prinzipiell nicht vom Original zu unterscheiden ist und es nicht auf das Substrat des Lebens (z. B. Kohlenstoff), sondern auf das Muster des Lebens ankomme, sei eine solch perfekte Simulation bzw. Emulation mit der Wirklichkeit identisch.
Der Mensch als biologische Gattung wird zwar langfristig aussterben, aber dessen Kultur und deren gesamter Informationsgehalt wird in nanotechnologischen „Von-Neumann-Sonden“ (sich selbst reproduzierenden Maschinen) das Universum besiedeln. Die Möglichkeiten künftiger Informationsverarbeitung dieser unserer „kosmischen Kinder“ werden derart gewaltig sein, dass alle nur denkbaren, in sich widerspruchsfreien Universen perfekt simuliert werden können (s. a. Emulator, d. h. Nachbildung mittels Computertechnik). Dies bedeutet, dass dann auch jeder (dann perfektionierte) Mensch in einem virtuellen Universum „aufersteht“. In Tiplers Eschatologie ist die Geschwindigkeit und Menge der Information im Big Crunch unendlich groß, weshalb dort auch individuelle, unendliche Ewigkeit — das Paradies — eintritt. „Billiger Altruismus“ (behandle jeden so, wie auch du von ihm behandelt werden willst) der dann lebenden intelligenten Wesen wird die Antriebskraft für diesen Simulationslauf sein. Alles intelligente, geliebte Leben (Menschen, aber auch Haustiere) wird zum ewigen Leben erweckt, weil Gott uns liebt. Begründung für die Auferstehung ist also im Grunde die Agape (selbstlose Liebe) Gottes. Der Mensch bestehe dann aus dem „Stoff“, aus dem jetzt der menschliche Geist besteht (siehe dazu auch Aristoteles: Form in einer Form).
Da die Schnelligkeit der Informationsübertragung kurz vor dem Endknall gegen unendlich steigt, herrscht dort in subjektiver Zeit Ewigkeit, obwohl das Universum – von außen betrachtet – nur eine begrenzte Zeit dauert.
Tipler setzt diesen Zustand der endlosen Informationskapazität mit Gott gleich.
Nur im Vergleich der Implikationen seiner Omegapunkttheorie mit den Eschatologien der Weltreligionen verlässt Tipler seine rein physikalische Argumentationslinie und verweist auf den vieldiskutierten Bibelvers Ex 3,14 : Dort erhält Moses auf seine Frage an JHWH „Wer bist du?“ die Antwort: Ich bin der ich bin oder Ich werde sein der ich sein werde. Die futurische Übersetzung wird heute von jüdischen wie christlichen Theologen oft bevorzugt. Laut Tipler bedeutet der Vers, Gott sei der, „der vor allem am Ende der Zeit existiert“. Den Heiligen Geist interpretiert er quantenmechanisch als universelle Wellenfunktion.
Tipler räumt ein, dass sein Modell nur funktioniert, wenn die im aktuellen Universum vorhandene Informationsmenge zwar unvorstellbar groß, letztlich aber doch begrenzt ist.
In der Fachwelt wird Tiplers Omegapunkt-Theorie wegen seiner vielen extrem spekulativen Voraussetzungen und des teleologischen sowie religiösen Charakters im Allgemeinen als wissenschaftlich nicht haltbar abgelehnt. Das Thema wird u. a. in Die Physik der Welterkenntnis von David Deutsch erläutert. Der Science-Fiction-Autor Isaac Asimov beschrieb in seiner klassischen Kurzgeschichte Wenn die Sterne verlöschen (The Last Question) bereits 1956 ein sehr ähnliches Szenario wie Tiplers Omegapunkt-Theorie.